# Antonio Roldán
Antonio Roldán Reyna (México állam, 1946. június 15. – ) olimpiai bajnok mexikói ökölvívó. Ő szerezte Mexikó történetének második olimpiai aranyát ökölvívásban, összességében pedig az ország 6. aranyát.

## Élete és pályafutása
1946-ban született México szövetségi államban. Kiskorától kezdve labdarúgó akart lenni, és el is indult ezen a pályán: még egy alacsony osztályú bajnokságban szereplő csapatban, a Vaqueros de Cuautitlánban is játszott. 15 évesen aztán eljutott egy ökölvívóarénába (állítólag csak azért, mert keresztapja, Armando Jaimes bőröndjét cipelte), ahol azt hazudta, már hosszú bokszpályafutás áll a háta mögött, sőt, 14 mérkőzést már meg is vívott veretlenül, ezért engedték pályára lépni. Innentől kezdve élete meghatározó sportjává az ökölvívás vált, és valóban elkezdett edzésekre járni, sőt, 1965-ben már az Aranykesztyűk (Guantes de Oro) nevű rangos tornán is szerepelt, 1966-ban pedig a Puerto Ricóban megrendezett 10. Közép-Amerikai és Karibi Játékokon a harmadik helyet szerezte meg.
Az 1968-as mexikóvárosi olimpia előtt három évvel egy nemzetközi torna döntőjére készült, ám két nappal a döntő előtt édesapja elhunyt, és talán ez is hozzájárult, hogy a mérkőzést nem sikerült megnyernie. Az olimpián aztán (pehelysúlyban) kitűnően szerepelt: először egy szudáni, aztán egy ír, majd egy szovjet és egy kenyai ellenfelet is legyőzve jutott be a döntőbe, ahol az amerikai Albert Robinsonnal került össze. A döntő második menetében az amerikai belefejelt Roldánba, aki súlyosan megsérült, szemöldöke felrepedt, és az orvosok megállapították: nem folytathatja a küzdelmet. Úgy tűnt, az amerikai nyeri meg az aranyat, ám ekkor bejelentették, hogy Robinsont kizárással büntetik, így mégis Roldán lett az olimpiai bajnok.
A következő években Roldán pályafutása nem bővelkedett a sikerekben. Miután egy 1973-as mérkőzésen Armando Muñiztól kiütéses vereséget szenvedett, végleg befejezte az ökölvívást. Mivel Gustavo Díaz Ordaz köztársasági elnöktől olimpiai aranyáért jutalmul egy házon és egy Rolex órán kívül egy saját taxit is kapott, így taxisként kezdett el dolgozni, de működtetett egy sportcikküzletet és edzősködött is.
Házasságából három gyermeke született. Idős korában a tlalnepantlai Prado Vallejo városrészben élt.